# Pórtico do Fórum Holitório

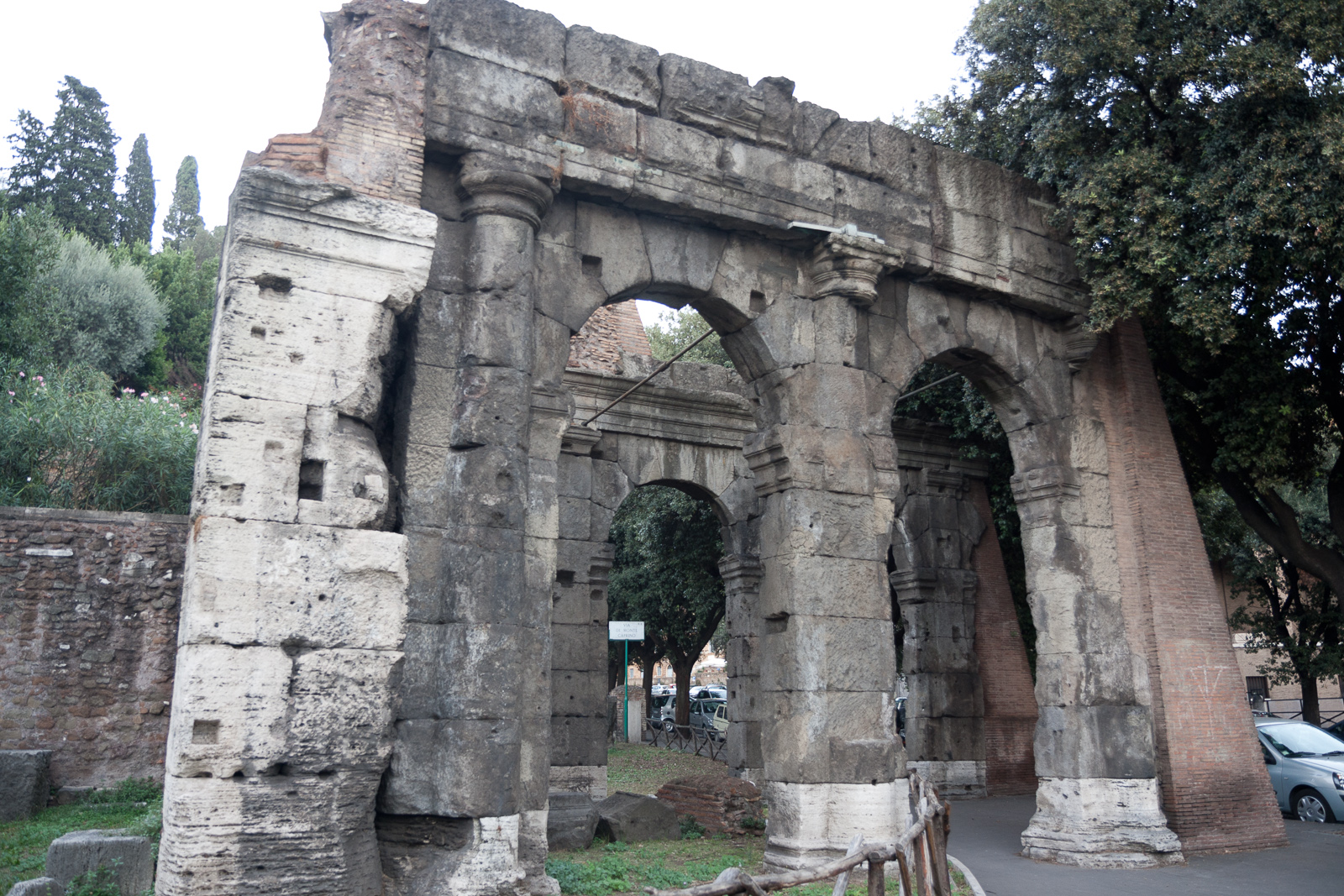
Pórtico do Fórum Holitório

Pórtico do Fórum Holitório, conhecido também como Pórtico Triunfal (em latim: Porticus Triumphalis) ou Pórtico de Gala (em latim: Porticus Galatorum) ou Pórtico do Monte Caprino, é um pórtico localizado atualmente numa praça formada pelo cruzamento da Via del Teatro di Marcello, o Vico Jugário e a Via di Monte Caprino, no Fórum Holitório de Roma, parte do rione Ripa.
Durante as obras de demolição realizadas nas décadas de 1920 e 1930 para isolar o monte Capitolino e para abrir a Via del Mare (a moderna Via del Teatro di Marcello), diversas estruturas romanas antigas foram descobertas além deste pórtico do período republicano, incluindo a Ínsula de Aracoeli.